# NGC 7674

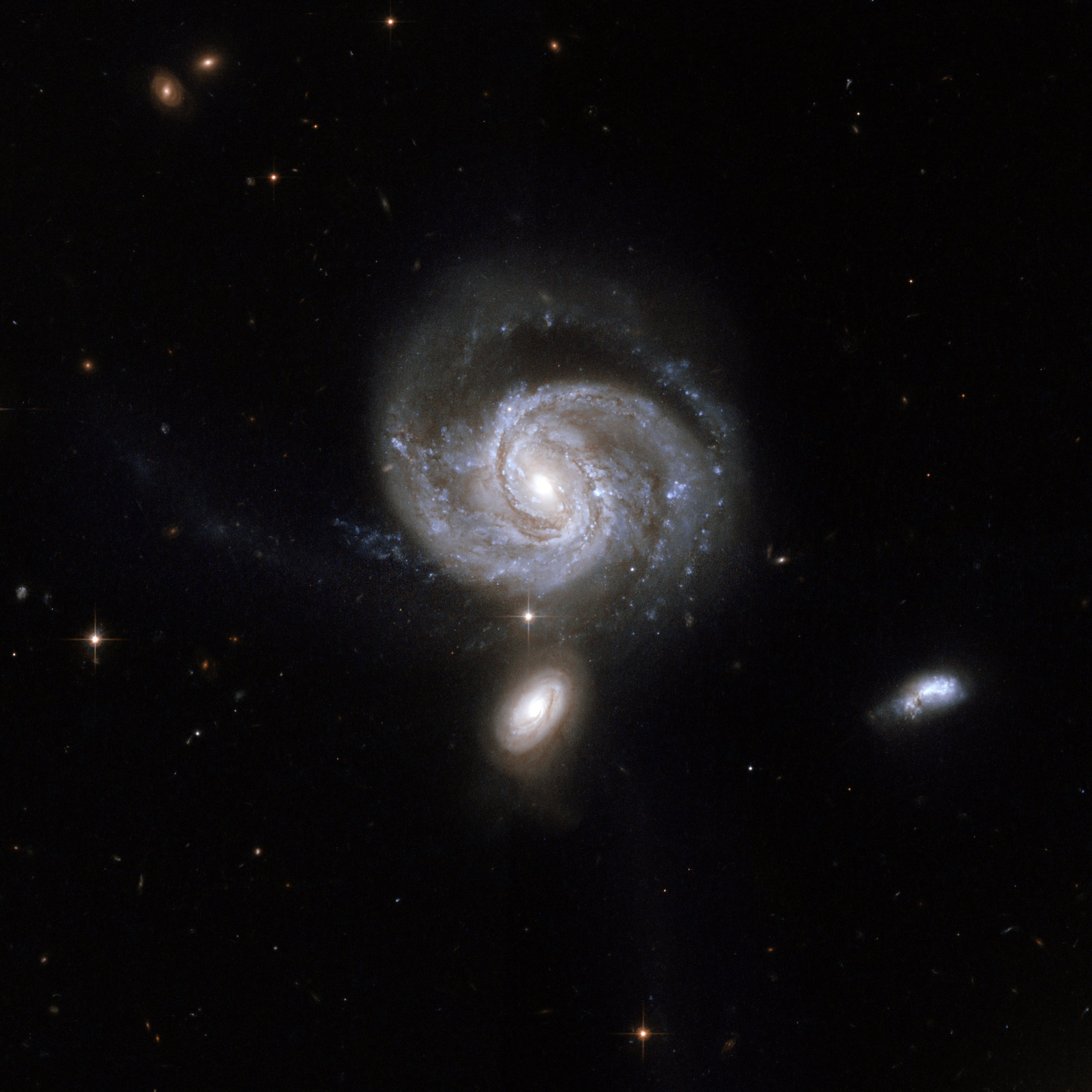
NGC 7674 par le télescope spatial Hubble.

NGC 7674 est une galaxie spirale barrée particulière située dans la constellation de Pégase à une distance d'environ 122,9 ± 8,6 Mpc (∼401 millions d'al). NGC 7674 a été découverte par l'astronome britannique John Herschel en 1830.
NGC 7674 émet des radiations ultraviolettes et infrarouge. Elle est également en interaction avec la galaxie MCG 01-59-081, aussi désignée par NED comme NGC 7674A. Ces deux galaxies font partie du groupe compact de Hickson 96 ainsi que du groupe WBL716. NGC 7675 fait aussi partie de ce groupe compact et elle forme une paire avec NGC 7674. 
Au centre de NGC 7674, il y a un trou noir supermassif qui est peut-être binaire. En 2011, on a découvert deux supernovas dans cette galaxie.

## Caractéristiques
Sa vitesse par rapport au fond diffus cosmologique est de 8 333 ± 26 km/s, ce qui correspond à une distance de Hubble de 122,9 ± 8,6 Mpc (∼401 millions d'al).

### Émission de radiation ultraviolette
NGC 7667 est une galaxie dont le noyau brille dans le domaine de l'ultraviolet. Elle figure dans le catalogue de Markarian sous la désignation MK 533.

### Luminosité dans l'infrarouge
NGC 7674 est une galaxie lumineuse en infrarouge (galaxie LIRG). Selon Sanders et ses collègues, la luminosité de la NGC 7674 dans l'infrarouge lointain (de 40 à 400 µm) est égale à 1,66 × 1011 {\displaystyle L_{\odot }} (1011,22{\displaystyle L_{\odot }}) et sa luminosité totale dans l'infrarouge (de 8 à 1 000 µm) est de 3,16 × 1011 {\displaystyle L_{\odot }} (1011,50{\displaystyle L_{\odot }}).

## Galaxies en interaction
NGC 7674 forme une paire de galaxies en interaction gravitationnelle avec sa plus proche voisine, MCG 01-59-081 (NGC 7674A). La paire figure dans l'atlas des galaxies particulières d'Halton Arp sous la cote Arp 182. Au sujet de la paire, Arp écrit qu'il y a une longue onde droite très faible, semblable à un filamnt en arc, provenant de la galaixie compagne. L'interaction entre les deux galaxies a provoqué la formation de deux queues de marée, visibles à l'est et au nord de NGC 7674. De plus, il est probable que l'activité de la galaxie ait été déclenchée par cette interaction.
D'une manière plus générale, NGC 7674 devrait subir l'influence gravitationnelle de ses voisines galactiques, membres du groupe compact de Hickson 96 (voir plus bas), car contrairement à plusieurs groupes de Hickson, HCG 96 pourrait être un groupe réelle de galaxies.
Selon un article publié en 1976 par Gérard de Vaucouleurs, Antoinette de Vaucouleurs et Harold Corwin, NGC 7674 et NGC 7675 forment une paire de galaxies.

## Trou noir supermassif binaire?
Déja, dans deux articles publiés 2007 et en 2012, on indiquait la présence d'un trou noir supermassif au centre de NGC 7674 dont la masse serait donnée par log10 = 7,56{\displaystyle M_{\odot }}, soit 107,56 = 36,3 millions de masses solaires.
Selon un article plus récent (2017), NGC 7674 abrite dans sa région centrale deux sources radio bien distinctes. Leurs fréquences de 8 et de 15 GHz correspondent à celles attendues pour un disque d'accrétion autour d'un trou noir. De ce fait, l'hypothèse selon laquelle NGC 7674 abrite en son centre un trou noir supermassif binaire a été avancée. Selon un cet article, les deux astres seraient séparés d'une distance d'environ 0,35 pc (∼1,14 al). La masse totale de ces deux trous noirs seraient de 40 millions de masses solaires. Cependant, selon des observations plus récentes (2022), aucune preuve tangible ne permet encore d'affirmer la présence de deux trous noirs supermassifs.
Un jet radio en forme de Z long d'environ 0,7 kpc (∼2 280 al) émane du centre de NGC 7674.

## Supernova
Deux supernovas ont été observées dans NGC 7674 : SN 2011ee et SN 2011hb.

### SN 2011ee
Cette supernova a été découverte le 27 juin 2011 par M. Miluzio, S. Benetti et al., depuis le Très Grand Télescope (VLT) de l'ESO. D'une magnitude apparente de 18,6 au moment de sa découverte, elle était de type Ic.

### SN 2011hb
Cette supernova a été découverte le 24 octobre 2011 par le projet Catalina Sky Survey (CSS) de l'Université de l'Arizona. D'une magnitude apparente de 18,8 au moment de sa découverte, elle était de type la.

## Groupe compact de Hickson 96

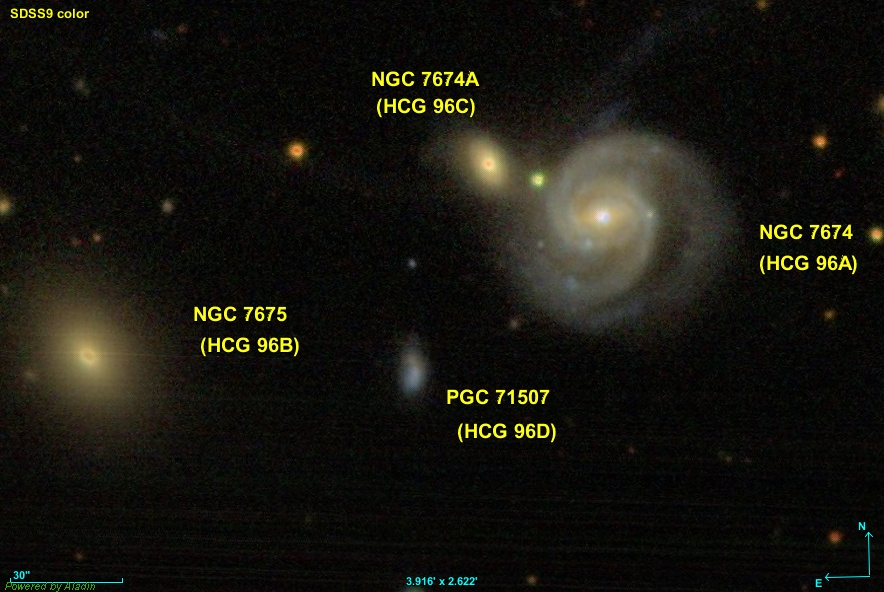
Les quatre galaxies du groupe compact de Hickson 96.

NGC 7674 est membre du groupe compact de Hickson 96 (HCG 96). Ce groupe de galaxies compte au total quatre membres. Les autres galaxies du groupe sont NGC 7674A, NGC 7675 et PGC 71507, aussi nommées respectivement HCG 96C, B et D (NGC 7674 étant HCG 96A). Contrairement à plusieurs groupes de Hickson, HCG 96 forme un groupe réelle de galaxies,. Le tableau ci-dessous résume les principales propriétés des quatre galaxies de ce groupe.
| Nom                 | Classification | Type                     | α (J2000.0)      | δ (J2000.0)     | Vitesse radiale (km/s) | Magnitude apparente | Distance (Mpc) | Dimension (kal) |
| ------------------- | -------------- | ------------------------ | ---------------- | --------------- | ---------------------- | ------------------- | -------------- | --------------- |
| HCG 96A (NGC 7674)  | SA(r)bc pec?   | Spirale barrée           | 23h 27m 56.7030s | 08° 46′ 44.279″ | 8703 ± 1               | 13,2                | 122,9 ± 8,6    | 38,9            |
| HCG 96B (NGC 7675)  | E2             | Elliptique               | 23h 28m 05.9301s | 08° 46′ 06.728″ | 8616 ± 41              | 14,9                | 121,6 ± 8,6    | 46,5            |
| HCG 96C (NGC 7674A) | Sa             | Spirale                  | 23h 27m 58.7545s | 08° 46′ 57.932″ | 8852 ± 10              | 14,4                | 125,1 ± 8,8    | 27,0            |
| HCG 96C (PGC 71507) | Im             | Irrégulière magellanique | 23h 28m 00.0962s | 08° 46′ 02.823″ | 8975 ± 57              | -19,48              | 126,9 ± 9,0    | N/A             |

## Groupe WBL716
En se basant sur un catalogue de 732 groupes de galaxies rapprochées et pauvres en membres publié en mai 1999 par Richard A. White, Mark Bliton, Suketu P. Bhavsar, Patricia Bornmann, Jack O. Burns, Michael J. Ledlow et Christen Loken, la base de données NASA/IPAC indique que NGC 7634 fait partie du groupe WBL 716,. Selon ce catalogue, ce groupe comprend trois galaxies, mais malheureusement elles ne sont pas identifiées. La désignation employée pour les groupes de ce catalogue est WBLXXX-x, où XXX est le numéro du groupe et x le numéro de la galaxie qui ne dépasse jamais 10. L'identification de la galaxie peut être réalisée la plupart du temps en entrant la désignation WBLXXX-x de celle-ci dans la base de données NASA/IPAC. Les trois galaxies de WBL716 sont KUG 2325+086 (WBL716-001), NGC 7674 (WBL716-002) et NGC 7675 (WBL716-003). La distance de Hubble de KUG 2325+086 est égale à 179,46 ± 12,57 Mpc (∼585 millions d'al). Il serait donc étonnant qu'elle fasse partie de ce groupe de galaxie.